# VEB Arena
Le VEB Arena (en russe : ВЭБ Арена) ou Arena CSKA (en russe : Арена ЦСКА) est un stade de football de Moscou, en Russie. L'équipe du CSKA Moscou était l'une des dernières grandes équipes de Moscou ne possédant pas encore son propre stade.
Le match d'ouverture s'est déroulé le 10 septembre 2016, lors d'un match du Championnat de Russie entre le CSKA Moscou et le Akhmat Grozny.